# Gasdruckregler

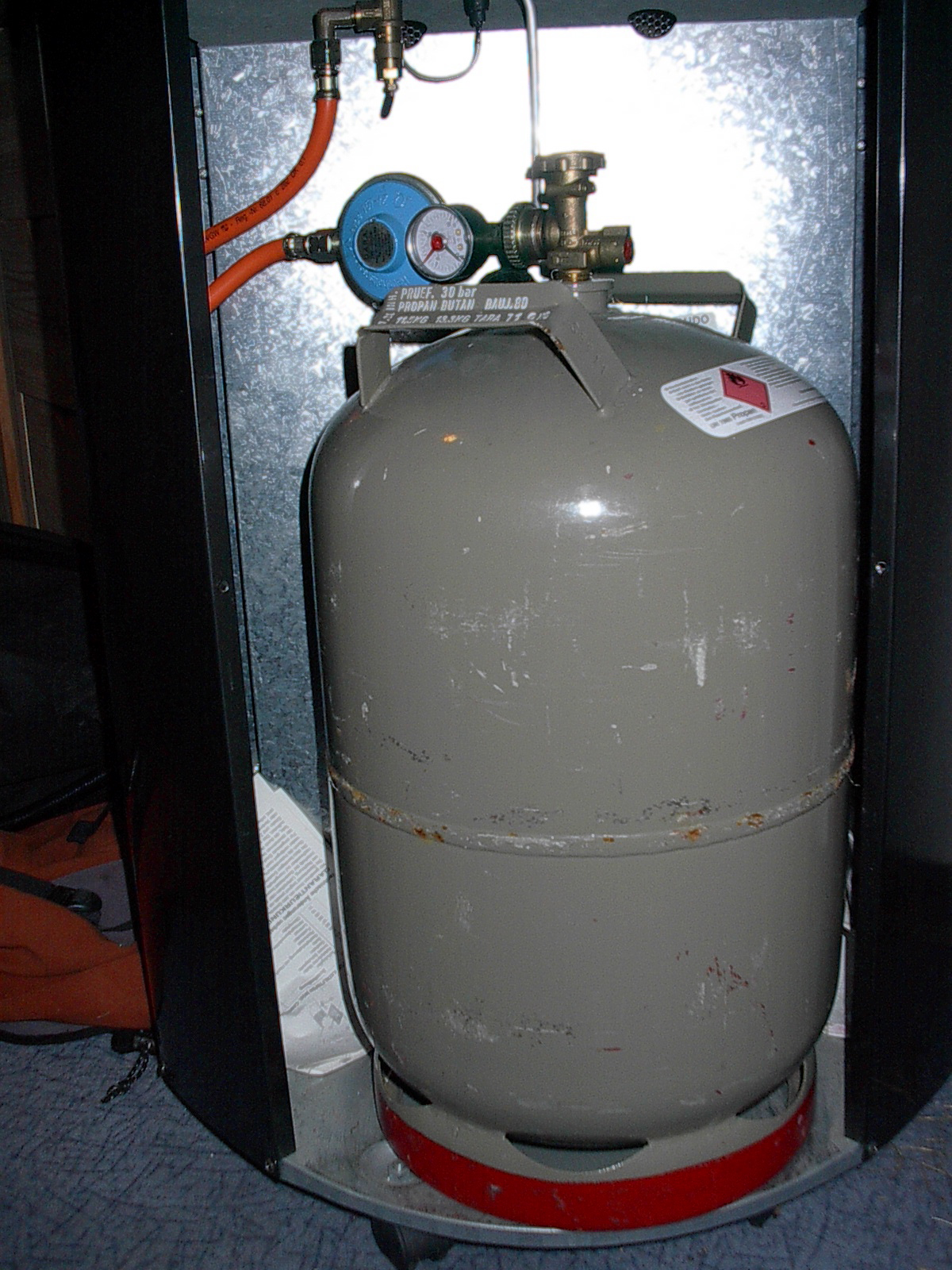
Flüssiggasflasche, angeschlossen mit Druckregler

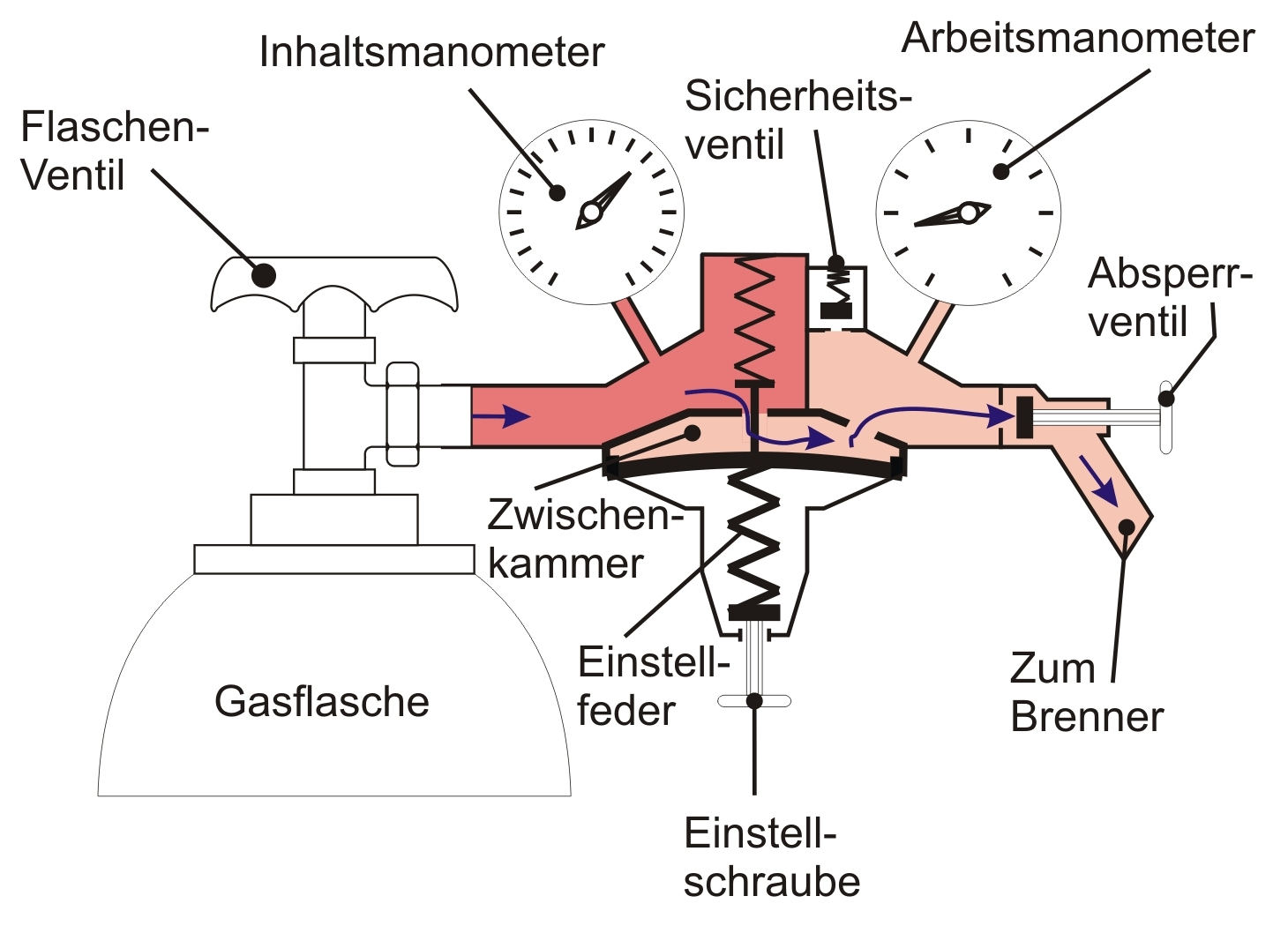
Schema eines Flaschendruckminderers

Der Gasdruckregler oder Gasregler bzw. das Gas-Druckregelgerät (GDR) (siehe hierzu EN 334) dient zum Bereitstellen eines definierten Drucks eines Gases. Zu beachten sind Unterschiede im Gasbetriebsdruck.

## Grundformen

### Indirekt wirkend (mit Hilfsenergie arbeitend)
Gas-Druckregelgeräte in komplexer Form (Gas-Druckregelanlagen / kombinierte Gas-Druckregel- und Messanlagen) werden z. B. zum Regeln des Druckes im Erdgasnetz benutzt. Erdgas kommt mit hohem Druck aus der Erde und wird in einem Rohrnetz mit geregeltem Druck verteilt.

### Direkt wirkend (ohne Hilfsenergie arbeitend)
Kleinere Gasdruckregler für niedrigere Ausgangsdrücke sind meistens so aufgebaut, dass sie keine Hilfsenergie von außen (z. B. mit elektrischem Strom) oder aus dem Eingangsdruckraum benötigen (direkt wirkende Geräte).
Solche kleineren Regler, z. B. für Campinggas oder andere Druckgasflaschen, sind auch unter dem Namen Druckminderer oder Flaschendruckminderer bekannt.
Der Gasfluss wird durch ein Regel-Ventil unterbrochen oder gedrosselt.
Einwirkende Störgrößen auf den Ausgangsdruck, wie schwankender Abnahmevolumenstrom und Druckveränderungen im Eingang eines Druck-Regelgerätes, werden durch mehr Öffnen oder Schließen des Ventils ausgeglichen, im Sinne einer Angleichung des Istwertes (Ausgangsdruck) an den Sollwert (Regelvorgang, im Gegensatz zu einem Steuervorgang): Steigt der Ausgangsdruck an, so muss das Ventil mehr schließen; sinkt er dagegen, so muss es weiter öffnen.
Die Messung des Sollwertes wird meistens über eine Vergleichermembran realisiert, die das Ventil steuert (Kraft = Druck × Wirkfläche). Auf der einen Seite wirkt eine verstellbare Federkraft (Sollwert), von der anderen Seite wirkt der Ausgangsdruck (Ist-Wert, Druckkraft des Vergleichers). Durch den kontinuierlichen Vergleich Sollwert-Istwert wird das Ventil angesteuert und über seine Öffnungsstellung der Ausgangsdruck so geregelt, dass der Istwert gleich dem vorgegebenen Sollwert ist.
Da die Druckregelgeräte in der Regel mit Sollwertfedern zur Einstellung des jeweils erforderlichen Ausgangsdruckes ausgestattet sind, ergibt sich je nach Öffnungsstellung des Ventils eine mehr oder weniger hohe bleibende Druckabweichung des Istwertes relativ zum vorgegebenen Sollwert (Proportional- oder P-Abweichung).

#### Varianten
- mit Ausgleichsmembran: Kraftausgleich der ansonsten zu einem Fehler führenden Druckkräfte (Eingangsdruck und Ausgangsdruck) an der Ventilfläche
- Eingangsdruckregelung, Vordruckregelung: Schwankende Eingangsdrücke (Störgröße) werden zunächst auf einen Vordruck geregelt, die Störgröße „Eingangsdruck“ also weitgehend eliminiert.
- Differenzdruckregelung: Die Differenzdruckregelung (Blendenregelung) wird für Durchflussregelungen verwendet (Normdurchflussregelungen oder Betriebsdurchflussbegrenzungen als Gaszählerschutz).
- nicht rücksteuerbar (ohne Sekundär-Entlüftung): Wird der Ausgang verschlossen, so kann der Ausgangsdruck über den Solldruck ansteigen. Das geschieht gegebenenfalls zum Beispiel infolge Erwärmung des Gases, welches im mit der Zwischenkammer verbundenen Volumen eingeschlossen ist.
- rücksteuerbar (mit Sekundär-Entlüftung): Auch bei Verschluss des Ausgangs wird der Ausgangsdruck auf den Solldruck rückgesteuert, sofern der Ausgangsdruck über den Solldruck steigt. Diese Funktion ist nur zur Regelung des Ausgangsdrucks gedacht, jedoch nicht als Sicherheitsfunktion.